# Accord de partenariat économique stratégique transpacifique

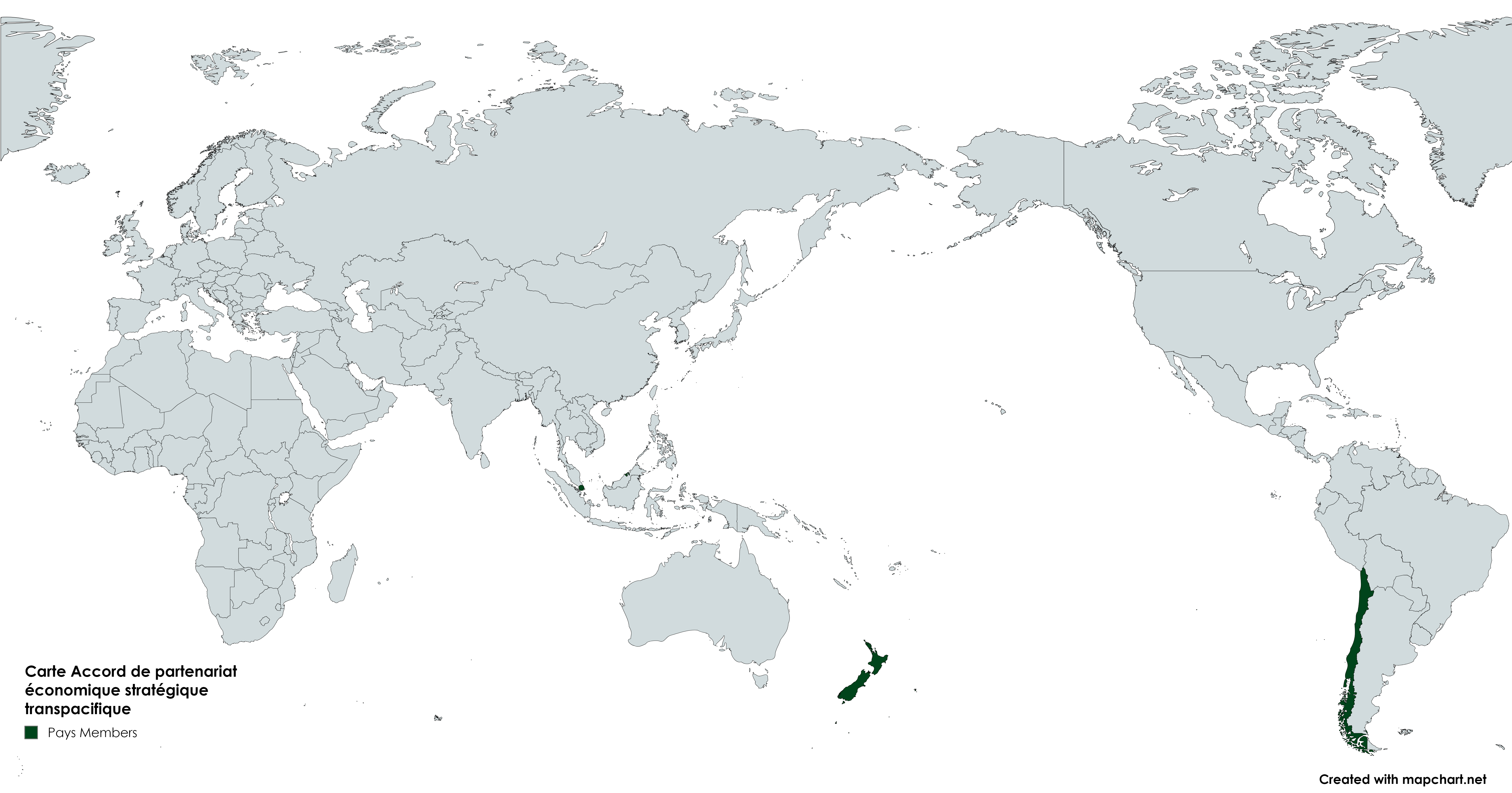
Carte de l'accord de partenariat économique stratégique transpacifique

L’Accord de partenariat économique stratégique transpacifique (TPSEP) est un accord de libre-échange entre Brunei, le Chili, Singapour et la Nouvelle-Zélande, signé le 18 juillet 2005 et entrée en application le 28 mai 2006. L'accord intègre une réduction de l'ensemble des tarifs douaniers entre les pays à l'horizon 2015, la plus grande partie étant supprimée dès 2006. L'accord s'est appuyé en partie sur l'accord de libre-échange qui préexistait entre la Nouvelle-Zélande et Singapour depuis 2001. À son tour l'accord de partenariat économique stratégique transpacifique a servi de base pour la création de l'accord de partenariat transpacifique en 2015.